# ثنائي إيثيل السلفوكسيد
ثنائي إيثيل السلفوكسيد(C4H10OS) هو مركب عضوي يحتوي على عنصر الكبريت.